# Blind typen

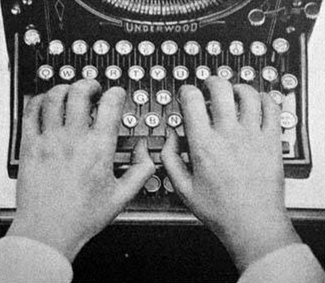
De gangbare uitgangspositie bij blind typen.

Blind typen is een vaardigheid waarbij een persoon aanslagen kan maken, zonder naar een toetsenbord of naar de toetsen van een typemachine te hoeven kijken. De typist kan zodoende naar het beeldscherm of het papier in de typemachine kijken, of zelfs naar andere dingen, zonder hierbij typefouten te maken.
Bij blind typen worden meestal alle tien vingers gebruikt, maar men kan ook blind typen met minder vingers.
Het blind typen met tien vingers werd in 1903 door de stenograaf J.L. Wery in Nederland geïntroduceerd.

## Opleidingseis
Voor het behalen van een typediploma is het vrijwel voor eenieder noodzakelijk om blind te kunnen typen. Tevens moet men hierbij ten minste honderd aanslagen per minuut kunnen maken, en moet men bepaalde standaardbrieven kunnen typen.

## Belang
Het zonder fouten kunnen (blind) typen was met het gebruik van de mechanische en elektronische typemachines uiterst belangrijk. Op een mechanische typemachine kan men namelijk de gemaakte fouten achteraf niet onzichtbaar herstellen: de tekst verschijnt namelijk rechtstreeks op papier. Er zijn wel correctiemiddelen, zoals Tipp-Ex, maar die corrigeren niet onzichtbaar. De correctie is ook tijdrovend, waardoor het voordeel van blind typen in combinatie met hoge snelheid verloren gaat.
De snelheid van het typen is meestal het belangrijkst bij het maken van notulen van onder meer vergaderingen en rechtszaken.

## Blind typen leermethodes
Er bestaan diverse manier om te leren blind typen:
- via software. Een voorbeeld hiervan is KTouch.
- via internet op interactieve websites.
- via docenten, die individueel of in groepsverband mensen kunnen leren blind typen.
- via schriftelijk afstandsonderwijs. Een voorbeeld hiervan is de LOI.
- via een cd-rom.